# Ophiothrix cotteaui
Ophiothrix cotteaui är en ormstjärneart som först beskrevs av de Loriol 1900.  Ophiothrix cotteaui ingår i släktet Ophiothrix och familjen Ophiothrichidae. Inga underarter finns listade i Catalogue of Life.